# MO Возничего
MO Возничего (лат. MO Aurigae) — двойная затменная переменная звезда типа Алголя (EA) в созвездии Возничего на расстоянии приблизительно 5267 световых лет (около 1615 парсеков) от Солнца. Видимая звёздная величина звезды — от +13,4m до +12,4m. Орбитальный период — около 5,2667 суток.

## Характеристики
Первый компонент — жёлто-белая звезда спектрального класса F. Радиус — около 2,89 солнечных, светимость — около 14,24 солнечных. Эффективная температура — около 6601 К.